# Route 35 (Alberta)
La Route 35 est une route sud / nord du nord-ouest de l'Alberta qui fait partie de la route du Mackenzie. La route 35 parcourt environ 464 kilomètres (288 mi).

## Description du tracé
Au sud, la route 35 débute à l'intersection de la route 2 en constituant son prolongement environ 5 km (3 mi) au nord de Grimshaw et 19 km (12 mi) à l'ouest de Rivière-la-Paix. Elle se termine à la frontière entre l'Alberta et les Territoires du Nord-Ouest. Au-delà de la frontière, elle devient la Route 1. Elle est l'une des deux routes principales reliant les Territoires du Nord-Ouest avec une province, l'autre étant la BC-77 (Liard Highway), et la seule reliant le territoire à l'Alberta. La route 35 passe par Manning et High Level.

## Intersections majeures
| Municipalité rurale / spécialisée             | Ville        | km                                                         | Destinations                                               | Notes                                          |
| --------------------------------------------- | ------------ | ---------------------------------------------------------- | ---------------------------------------------------------- | ---------------------------------------------- |
| M.D. Peace No 135                             |              | 0,00                                                       | AB-2 – Rivière-la-Paix, Edmonton, Grimshaw, Grande Prairie | L'AB-35 sud devient l'AB-2 nord (vers l'ouest) |
| Comté de Northern Lights                      |              | 9,30                                                       | AB-737 ouest (Warrensville Road)                           | Terminus est de l'AB-737                       |
| Comté de Northern Lights                      | 15,70        | AB-986 est – Little Buffalo, Red Earth Creek               | Terminus ouest de l'AB-986                                 |                                                |
| Comté de Northern Lights                      | Dixonville   | 35,20                                                      | AB-689 ouest                                               | Terminus est de l'AB-689                       |
| Comté de Northern Lights                      |              | 58,10                                                      | AB-690 est – Deadwood                                      | Terminus ouest de l'AB-690                     |
| Comté de Northern Lights                      | Manning      | 77,90                                                      | AB-691 est                                                 | Terminus ouest de l'AB-691                     |
| Comté de Northern Lights                      |              | 115,80                                                     | AB-692 est – Parc provincial de Notikewin                  | Terminus ouest de l'AB-692                     |
| Comté de Northern Lights                      | 174,70       | AB-695 est – Carcajou                                      | Terminus sud du multiplex avec l'AB-695                    |                                                |
| Comté de Northern Lights                      | 181,60       | AB-695 ouest – Keg River                                   | Terminus nord du multiplex avec l'AB-695                   |                                                |
| Comté de Northern Lights                      | 214,50       | AB-697 est – Traversier Tompkins Landing, La Crete         |                                                            |                                                |
| Comté de Mackenzie                            | High Level   | 273,70                                                     | AB-58 ouest – Rainbow Lake                                 | Terminus sud du multiplex avec l'AB-58         |
| Comté de Mackenzie                            | High Level   | 275,90                                                     | AB-58 est – Fort Vermilion, La Crete, John D'or Prairie    | Terminus nord du multiplex avec l'AB-58        |
| Comté de Mackenzie                            | Footner Lake | 286,00                                                     | UAR 227 – Aéroport de High Level                           |                                                |
| Comté de Mackenzie                            |              | 358,80                                                     | Traverse la rivière Hay                                    | Traverse la rivière Hay                        |
| Comté de Mackenzie                            | 359,60       | Zama Road – Zama City                                      |                                                            |                                                |
| Comté de Mackenzie                            | 464,40       | Route 1 nord (Route du Mackenzie) – Hay River, Yellowknife | Continue dans les Territoires du Nord-Ouest                |                                                |
| - Terminus de multiplex - Transition de route |              |                                                            |                                                            |                                                |